# Cheironomie
Die Cheironomie ist die Lehre von Handbewegungen, einerseits zur Leitung eines Chores, andererseits zum Ausdruck von Handlung, Gedanken und Empfindungen.

## Handzeichen in der Musik
In den antiken Hochkulturen, zum Beispiel in Byzanz oder in Ägypten, wurden Melodieverläufe ausschließlich mündlich überliefert. Jedoch zeigen Abbildungen aus dem 3. Jahrtausend v. Chr. sitzende Sänger, die ihre linke Hand hinter das linke Ohr halten, während der rechte Arm verschiedene Zeichen ausführt, die vermutlich bestimmte Tonstufen oder Intervalle anzeigen sollten. Hans Hickmann verwendet dafür den Begriff Cheironomie, allerdings sind keine schriftliche Zeugnisse für Cheironomie in der frühchristlichen Musik bekannt. Der Begriff taucht erstmals in einem Brief vom Ende des 5. oder Anfang des 6. Jahrhunderts auf und lässt sich so interpretieren, dass es sich um präzise Hinweise auf den Ton bzw. das Intervall handelt.
Ein Zusammenhang zwischen Cheironomie und der Neumenschrift wurde erstmals 1889 von André Mocquereau (1849–1930) hergestellt. Zwischen den Forschern, z. B. Ambrosius Kienle (1852–1905), Oskar Fleischer (1856–1933), Bruno Stäblein (1895–1978), Ewald Jammers (1897–1981), Hans Hickmann (1908–1968) und Michel Huglo (1921–2012), bestehen jedoch Meinungsverschiedenheiten darüber, nicht nur, was eigentlich unter Cheironomie zu verstehen ist, sondern auch darüber, wann und wo sie geübt wurde. Bei psalmodierenden Gesängen reichte es aus, wenn der Vorsänger oder Kantor die Einsätze und Schlüsse anzeigte. Als das Repertoire immer umfangreicher wurde, ergab sich die Notwendigkeit, auch den melodischen Verlauf, z. B. Kadenzen, Rhythmus und Tempo eines Gesangsstücks anzuzeigen. In der karolingischen Zeit begann man damit, Gesänge in Handschriften aufzuzeichnen. Bald wurden diesen Handschriften auch spezifische Zeichen, sogenannte Neumen beigefügt, um den Melodieverlauf anzudeuten. Strittig ist allerdings, ob die Neumen tatsächlich Dirigierbewegungen nachzeichnen sollten oder ob es vielmehr umgekehrt war und der Kantor die Neumen in seinen Dirigierbewegungen nachzeichnete. Tatsächlich gibt es kein Zeugnis für einen Zusammenhang zwischen Notenschrift und Handbewegungen, und erst recht keine Quellen aus der Zeit der Entstehung der Neumenschrift für Melodiemalen.

## Handzeichen in der darstellenden Kunst
Der Ausdruck Cheironomie, der aus dem Griechischen stammt (χείρ, Gen. χείροσ »Hand« + νόμος »Lehre«), bedeutet Gestikulation, Gebärdensprache, rhythmische, kunstgerechte Bewegung der Hände und auch der Arme beim Tanzen, in der Pantomime, selbst beim Faustkampf. Bereits die Römer des Altertums gestikulierten beim Sprechen lebhaft, um das Verständnis der Rede durch häufige und geschickte Bewegungen mit Händen und Fingern zu vermitteln. Diese Gebärdensprache gewann noch an Bedeutung, als man anfing, die Handbewegungen in bestimmte Regeln der Kunst zu bringen. So entstand gleichsam als eine Vorbereitungslehre zur nachahmenden Tanzkunst die Cheironomie genannte Kunst, mit Armen, Händen und Fingern regelmäßige Biegungen, Wendungen und Gebärden hervorzubringen, um damit Gedanken, Gefühle und Geschehen auszudrücken.

## Sonstige Handzeichen
Nicht zur Cheironomie gezählt werden die Handzeichen der Gebärdensprachen, insbesondere der Taubstummensprache, oder des im Mittelalter verbreiteten Systems von Gebärden, mit denen sich Mönche während Zeiten des Schweigens dennoch verständigen konnten.